# マグナス・シェヴィング
マグナス・シェヴィング (Magnús Örn Scheving  1964年11月10日 - )は、アイスランドの作家、起業家、プロデューサー、俳優、スポーツ選手など多岐にわたる。自国の子供向けテレビ番組『レイジータウン』の制作陣であり、作中ではスポータカスという登場人物も演じている。

## 生い立ちと前半生
マグナス・シェヴィングは1964年11月10日、Þórveig Hjartardóttir
とEyjólfur Magnússon Schevingの間に生まれた。父方の祖父はデンマーク人だった。彼はアイスランドのボルガルネースという小さな町で育った。15歳の時、町の電話交換手として最初の仕事に就いた。
若い頃に体育教師としての訓練を受け、その後で建築分野の再訓練を受けることにした。建築士志望だったが、代わりに大工仕事に就いた。このおかげでマグナスは後年、自分の家を自己建築してみせた。20代の頃に彼は友人 (Fjölnir Þorgeirsson)と、それぞれ相手が選んだ何も知らないスポーツを3年間でマスターできるのか、賭けをした。マグナスは友人にスヌーカーを、友人はマグナスにエアロビック競技を選んだ。（その結果）マグナスはエアロビック競技でチャンピオンになり、友人はスヌーカーでアイスランドのチャンピオンになった。彼には姉と弟がいる。

## 初期の経歴と着想
1992年、マグナスはエアロビック競技でアイスランド男子個人チャンピオンとなった。1993年にはスカンジナビア地域のチャンピオンとなり、1994年と1995年の2度はヨーロッパのチャンピオンとなった。1994年に彼はアイスランドでアスリート・オブ・ザ・イヤーに選ばれた。このスポーツ経歴が加味されてマグナスは有名になり、各国から要請される意欲発揚の講演家になった。彼はまた1991-93年にアイスランドで自身のトークショーを主催し、そこに両親が来て健康な子供を育てる方法について彼に質問をするのがお決まりのネタだった。1995年、彼は『Áfram Latibær』という児童書を出版し、これは『レイジータウン』シリーズで最初に収録された作品である。この時期にマグナスは大工業も営んでおり、この事業が世界中を旅する資金を彼に与えた。彼はまたアイスランド大学でスポーツ科学の学位を取得し、地元の学校でティーンエイジャーの体育教師となった。

## 『レイジータウン』

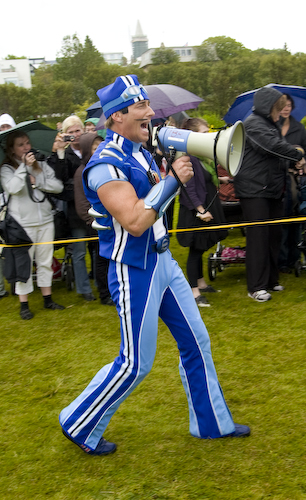
スポータカス役を演じるスケーヴィング

1990年代、広範囲におよぶ講演者としての経歴をこなすうちに、マグナスは子供達の健康的なライフスタイルのお手本となる人物（ロールモデル）がいないことに気付いた。彼が国内外でエアロビクス競技に出場し始めたのはこの時期だった。1995年、彼は健康的なライフスタイルの重要性を説明するアイスランドの児童書『Áfram Latibær』を出版した。この本はバルタザール・コルマウクル監督によって同名の舞台劇に翻案された。このショーは1996-1997年にかけてアイスランドをツアー公演し、『レイジータウン』を国中で有名にした。子供達の間で非常に人気を博したため、続編『Glanni Glæpur Í Latabæ』が書かれた。これは（ステファン・カール・ステファンソン演じる）悪役ロビー・ロッテンが初めて登場した作品である。
『レイジータウン』は2003年5月に、児童向け番組を扱う
ニコロデオンに嘱託され、第1話が2004年8月16日に放映された。
マグナスはレイジータウン・エンターテインメント社のCEOであり、制作陣であり共同設立者である。この会社は、子供達にフィットネスと健康的なライフスタイルを促進するのに有用な本・ビデオ・ゲーム・スポーツ用品を生み出している。また彼は『レイジータウン』ショーの制作陣で、ここで彼は2004-2014年までスポータカスを演じた。2006年に、マグナスは『レイジータウン』フランチャイズの創設者兼制作陣としての功績から、アイスランドのエッダ賞で特別功労賞を受賞した。当時のアイスランド大統領オラフル・ラグナル・グリムソンが彼に賞を授与した。2010年にマグナスは映画『ダブル・ミッション』に出演し、世界の石油供給施設全てを破壊しようとするロシアの悪役を演じた。

## 『レイジータウン』以降の経歴
レイジータウン・エンターテインメント社が2011年夏にターナー・ブロードキャスティング・システム社に買収されると 、マグナスは2014年後半（のテレビ番組終了後）にスポータカス役を辞めることを発表して、ディリ・クリスティアンソンにこの役を渡し、以降はディリが全てのショーでスポータカスを演じた。また2014年後半に、彼はレイジータウン・エンターテインメントのCEOを辞任すると発表した。
2016年半ばより、マグナスは婚約相手(Hrefna Björk Sverrisdóttir)と共に、レイキャビクにあるスカンジナビア料理と魚介料理のROKレストランを所有・経営している。

## 私生活
マグナスはRagnheiður Melsteðと結婚し、24年間同居した。2014年にこの夫婦は離婚したが、二人は娘と息子をもうけた。マグヌスは、前の配偶者(Halldóra Blöndall)との間にも娘が1人いる。2017年、マグナスはHrefna Björk Sverrisdóttirと婚約した。

## フィルモグラフィー
| 年   | 作品                   | 配役                 |
| ---- | ---------------------- | -------------------- |
| 2010 | 『ダブル・ミッション』 | アントン・ポルダーク |

| 年                  | 作品                                 | 配役         | 補足             |
| ------------------- | ------------------------------------ | ------------ | ---------------- |
| 2004-2007 2013-2014 | 『レイジータウン』                   | スポータカス | 主役             |
| 2005                | 『ザ・ポール・オグラーディ・ショー』 | スポータカス | サプライズゲスト |
| 2008                | 『レイジータウン・エクストラ』       | スポータカス | 主役             |

## 制作物
| 2004-2007 2013-2014 | 『レイジータウン』             | 就任     | 就任 | 就任 | 就任 |
| 2008                | 『レイジータウン・エクストラ』 | 担当せず | 就任 | 就任 | 就任 |